# از مائو به موتسارت: آیزاک استرن در چین
فیلم مستند "از مائو به موتسارت: آیزاک استرن در چین" (انگلیسی:From Mao to Mozart: Isaac Stern in China) در سال ۱۹۷۹ به کارگردانی مورای لرنر ساخته شد. این مستند به سفر آیزاک استرن، ویولونیست مشهور، به چین در سال ۱۹۷۹ می‌پردازد و نشان‌دهنده تعاملات فرهنگی و هنری بین چین و دنیای غرب است. در این فیلم، آیزاک استرن با موسیقی‌دانان چینی همکاری می‌کند و بر اهمیت آموزش موسیقی در چین تأکید دارد.
این مستند علاوه بر به تصویر کشیدن تجربه‌های شخصی آیزاک استرن در چین، دربردارنده دیدگاه‌های اجتماعی و فرهنگی آن زمان در چین تحت حکومت مائو است. استرن در سفر خود با تعدادی از هنرمندان چینی ملاقات می‌کند و حتی در کنسرت‌هایی که در آن‌ها به اجرای موسیقی پرداخته، از نزدیک با تاثیرات مائو بر هنر و موسیقی چین صحبت می‌کند.      این فیلم موفق به دریافت جوایز متعددی از جمله جایزه اسکار بهترین مستند کوتاه در سال ۱۹۸۰ شد.